# Era Hita Topièra
Era Hita Topièra (francès Laffite-Toupière) és un municipi del departament francès de l'Alta Garona, a la regió d'Occitània.